# Sándor Major
Sándor Major (* 31. Juli 1965) ist ein ehemaliger ungarischer Ringer. Er war Vize-Weltmeister 1987 und 1990 im griechisch-römischen Stil im Halbschwer- bzw. Schwergewicht.

## Werdegang
Sándor Major wuchs in Budapest auf und begann dort im Alter von 10 Jahren 1975 mit dem Ringen. Er entwickelte sich dabei im Laufe der Jahre zu einem hervorragenden Ringer im griechisch-römischen Stil. Er wurde Mitglied beim Budapesti VSC und begann im Jahre 1985 seine internationale Karriere, als er bei der Junioren-Weltmeisterschaft in Colorado Springs im Halbschwergewicht den 3. Platz belegte.
Im Jahre 1987 wurde er erstmals ungarischer Meister im Halbschwergewicht. Einen zweiten ungarischen Meistertitel fügte er 1991 im Schwergewicht hinzu.
1987 startete er erstmals bei einer Weltmeisterschaft der Senioren. In Clermont-Ferrand sorgte er dabei gleich für Furore, denn er wurde im Halbschwergewicht hinter dem sowjetischen Sportler Wladimir Popow, aber vor solchen Könnern wie Atanas Komtschew aus Bulgarien und Harri Koskela aus Finnland Vize-Weltmeister.
1988 wurde er in Kolbotn, einem Vorort von Oslo, im Halbschwergewicht auch Vize-Europameister. Er unterlag dabei im Finale gegen Iwajlo Jordanow aus Bulgarien. Bei den Olympischen Spielen 1988 in Seoul konnte sich Sándor Major aber nicht im Vorderfeld platzieren. In einem Länderkampf in Schifferstadt unterlag er im Schwergewicht gegen Gerhard Himmel aus Aschaffenburg nach Punkten. Nach einem schwächeren Jahr 1989 gelang ihm dann bei der Weltmeisterschaft 1990 in Rom wieder ein großer Erfolg. Er wurde im Schwergewicht hinter Sjarhej Dsjamjaschkewitsch aus der Sowjetunion erneut Vize-Weltmeister. Auf dem Weg dorthin bezwang er u. a. auch Héctor Milián aus Kuba, der später noch zu einem der erfolgreichsten Ringer der Welt werden sollte. 1990 startete er auch bei einem 3-Länderkampf in Schifferstadt und musste dabei von Olaf Koschnitzke aus der DDR und von Roger Gries Punktniederlagen hinnehmen.
Seine letzte Medaille bei einer internationalen Meisterschaft gewann Sándor Major bei der Europameisterschaft 1991 in Aschaffenburg. Er belegte dort im Schwergewicht hinter Sjarhej Dsjamjaschkewitsch und Andreas Steinbach aus der BRD den 3. Platz. Bei der Weltmeisterschaft 1991 in Warna verfehlte er mit einem 5. Platz die Medaillenränge. Wie weit er damals schon von den Spitzenringern entfernt war, zeigt u. a. eine 0:15 Punktniederlage gegen Hector Milian, der Weltmeister wurde.
Im Olympiajahr 1992 kam er bei der Europameisterschaft in Kopenhagen im Schwergewicht nur auf den 8. Platz und verfehlte bei der Ausscheidung der ungarischen Ringer für die Olympischen Spiele in Barcelona durch eine Niederlage gegen den 35-jährigen Olympiasieger von 1980 Norbert Növényi auch die Fahrkarte nach Barcelona.
Mit einem 7. Platz bei der Weltmeisterschaft 1993 in Stockholm beendete Sándor Major seine internationale Ringerlaufbahn. Er schloss ein Sportstudium ab und ist heute Sportlehrer.

## Internationale Erfolge
(WM = Weltmeisterschaft, EM = Europameisterschaft, GR = griech.-röm. Stil, Hs = Halbschwergewicht, S = Schwergewicht, damals bis 90 kg bzw. 100 kg Körpergewicht)
- 1985, 1. Platz, Turnier in Götzis/Österreich, GR, Hs, vor Zbigniew Gluck, Polen, Andrzej Wroński, Polen, Karl-Heinz Heinze, BRD u. Roger Gries, BRD;
- 1985, 3. Platz, Junioren-WM (Espoirs) in Colorado Springs, GR, Hs, hinter Sauri Iwanoschwili, UdSSR u. Roger Gries u. vor Stanislaw Tanew, Bulgarien u. Andrzej Wroński;
- 1987, 2. Platz, WM in Clermont-Ferrand, GR, Hs, hinter Wladimir Popow, UdSSR u. vor Atanas Komtschew, Bulgarien, Harri Koskela, Finnland, Ilie Matei, Rumänien u. Yasutoshi Moriyama, Japan;
- 1987, 6. Platz, FILA-Grand-Prix in Budapest, GR, Hs, hinter Wladimir Popow, Atanas Komtschew, Guillermo Cruz, Kuba, Ilie Matei u. Harri Koskela;
- 1988, 2. Platz, EM in Kolbotn/Norwegen, GR, Hs, hinter Iwajlo Jordanow, Bulgarien u. vor Pawel Potapow, UdSSR, Bernard Ban, Jugoslawien, Olaf Koschnitzke, DDR u. Georgios Pikilidis, Griechenland;
- 1988, 2. Platz, FILA-Grand-Prix in Budapest, GR, Hs, hinter Peter Farkas, Ungarn u. vor Wladimir Popow u. Atanas Komtschew;
- 1990, 2. Platz, WM in Rom, GR, S, hinter Sjarhej Dsjamjaschkewitsch, UdSSR u. vor Dušan Masár, CSSR, Stipe Damjanović, Jugoslawien, Héctor Milián, Kuba u. Chris Tirone, USA;
- 1991, 3. Platz, EM in Aschaffenburg, GR, S, hinter Sjarhej Dsjamjaschkewitsch u. Andreas Steinbach, BRD u. vor Celal Inceler, Türkei, Ilija Georgiew, Bulgarien u. Jörgen Olsson, Schweden;
- 1991, 5. Platz, WM in Warna, GR, S, hinter Hector Milian, Jörgen Olsson, Sjarhej Dsjamjaschkewitsch u. Atanas Komtschew u. vor Miloš Govedarica, Jugoslawien;
- 1992, 8. Platz, EM in Kopenhagen, GR, S, Sieger: Andrzej Wroński vor Ibragim Tschawtschalow, GUS u. Andreas Steinbach;
- 1993, 7. Platz, WM in Stockholm, GR, S, hinter Mikael Ljungberg, Schweden, Ibragim Tschawtschalow, Andrzej Wroński, Sung Il-Song, Südkorea, James Johnson, USA u. Shurat Sadiyev, Usbekistan

## Ungarische Meisterschaften
Sándor Major wurde im Jahre 1987 ungarischer Meister im Halbschwergewicht und 1991 im Schwergewicht, jeweils im griech.-röm. Stil.